# Чарлз I
Чарлз I (на английски: Charles I of England; * 1600, † 1649) е крал на Англия от 1625 до 1649 година, когато е екзекутиран.

## Произход и брак
Чарлз е втори син на Джеймс I и Анна Датска. След няколко провалени опити за брак, Чарлз се жени за 15-годишната дъщеря на френския крал Анри IV – Хенриета. Три години по-късно се ражда първото им дете; общо имат 9.

## Крал на Англия (1625 – 1649)
Чарлз I се възкачва на трона на 25 години, след болнаво детство. Той се превръща в отличен кавалерист и действа решително като крал. Лошото водене на държавните дела (традиция от баща му) е основа на конфликта с Парламента, бъдещата Гражданска война и екзекуцията на Чарлз.

### Вътрешна политика
Чарлз наследява непрекъснатите икономически проблеми на баща си. Парламентът отказва да отпусне субсидии на краля, след като той не обръща внимание на оплакванията на благородниците. Огромното и негативно влияние на Джордж Вилиърз, херцог Бъкингам, което не се одобрява от нацията, води до голямо недоволство. Убийството на Бъкингамския херцог през 1628 г. предизвиква задоволство сред висшата аристокрация.
В периода от 1625 до 1629 г. Парламентът на три пъти е свикван и разпускан, но след това не е свикван 11 години и кралят управлява самостоятелно. Чарлз финансира управлението си чрез продажба на търговски монополи и такса, която монархическата власт изисква от морските градове, за това че допускат военни кораби в своите пристанища. Сватбата на Чарлз с католическата френска принцеса Хенриета разгневява пуританските благородници, тъй като кралицата налага свои протежета в правителството. Хенриета се интересува повече от личните си интереси, отколкото от тези на страната.

### Гражданската война
Проблемите в Шотландия слагат край на 11-годишното лично управление на Чарлз и открива пътя за Гражданска война. Чарлз се опитва да наложи Общия молитвеник на шотландците, които въстават. Войските на Чарлз са слабо подготвени и екипирани поради липса на пари. Това кара Чарлз след 11 години пауза да свика Парламента отново през 1640 година. Още на първото заседание обаче стават ясни непримиримите разногласия между членовете на парламента и краля и Чарлз отново разпуска парламента. Това заседание остава в историята като „Късия парламент“. Няколко месеца по-късно кралят е принуден отново да свика парламента, но този път парламентът успява да се наложи. Още на първото заседание се вземат важни решения: (1) забранява се на краля да разпуска парламента; (2) кралските министри минават под контрола на парламента; (3) единствено парламентът може да събира данъци. Този парламент продължава да заседава до 1660 година, затова е наречен „Дългия парламент“. Чарлз не приема предложените от парламента решения и конфликтът се изостря. През януари 1642 година кралят се опитва да арестува някои членове на парламента, но не успява. В резултат на конфронтацията избухва Английската революция (известна също като Английска Гражданска война). Чарлз вдига армията си срещу парламентарните сили през 1642 г. след като се оттегля в Нотингам.
Икономическите и религиозни въпроси разделят двата лагера. Висшата аристокрация се изправя срещу селяните и дребната аристокрация, които подкрепят бързо издигащата се средна класа и търговците, предимно пуритани. Северните и западните графства са на страната на аристокрацията, докато по-гъсто населените и икономически развити южни и източни графства подпомагат Парламентарните сили. Именно по-големият демографски и финансов ресурс предопределя победата на войските на Парламента. Първата голяма битка е през 1642 г. при Еджхил – и двете страни твърдят че са победили. Две години по-късно се провежда битка при Марстън мур, където кралските сили са разбити от парламентарните. След тази битка Оливър Кромуел създава т.нар. New model army (организирана е първата тилова служба, чрез която се повишава боеспособността, по-бързо се снабдяват войските с боеприпаси и се оказва по-бърза помощ на ранените). В резултат от това през 1645 г. кралските сили са окончателно разбити в битката при Нейзби. Година по-късно Чарлз се съюзява с шотландците, но те го предават на Парламента. През 1649 г. Чарлз е съден за държавна измяна и е признат за виновен с подписите на 58 от съдиите (специалният трибунал се е състоял от 135 съдии, от които само 68 са участвали в заседанията). На 30 януари 1649 г. с решение на трибунала Чарлз е екзекутиран. Следването на политиката на неговия баща и влиянието на кралица Хенриета и католическите ѝ приятели разделят Англия и предизвикват Гражданска война.

## Деца
Чарлз и Хенриета имат девет деца:
- Чарлз-Джеймс, херцог на Корнуол (1629)
- Чарлз II, крал на Англия (1630 – 1685)
- Мария-Хенриета, принцеса роял (1631 – 1660)
- Джеймс II (1633 – 1701)
- Елизабет (1635 – 1650)
- Ан (1637 – 1640)
- Катрин (1639)
- Хенри, херцог на Глостър (1640 – 1660)
- Хенриета-Анна, херцогиня на Орлен (1644 – 1670)